# KSC Lokeren
O Koninklijke Sporting Club Lokeren Oost-Vlaanderen, encurtado para KSC Lokeren, foi um clube de futebol da Bélgica, da cidade de Lokeren. Sendo fundado em 1923, o clube veio à falência no ano de 2020. Poucos dias após o anúncio da falência, o clube anunciou sua união com o time KSV Temse, criando o K.S.C. Lokeren-Temse, reiniciando na Tweede Afdeling, a 4a divisão belga. Atualmente, o clube, unificado, joga na Eerste Nationale, a terceira divisão belga.

## Títulos
- Campeonato Belga - 2ª Divisão: 1
  - 1996
- Campeonato Belga - 3ª Divisão: 2
  - 1944, 1972
- Campeonato Belga - 4ª Divisão: 2
  - 1957, 1971
- Copa da Bélgica: (2)
  - 2012, 2014